# سفارت ارمنستان در پکن
سفارت ارمنستان در پکن ( نمایندگی دیپلماتیک جمهوری ارمنستان در پکن پایتخت جمهوری خلق چین می‌باشد که در شماره  خیابان ، در منطقهٔ ، پکن واقع شده‌است. روابط دیپلماتیک بین دو کشور (en) در سال ۱۹۹X برقرار شده است. هم‌اکنون سرگئی ماناساریان مقام سفیر جمهوری ارمنستان در پکن را عهده‌دار است.

## اطلاعات
- آدرس:
- تلفن: